# 제베나르

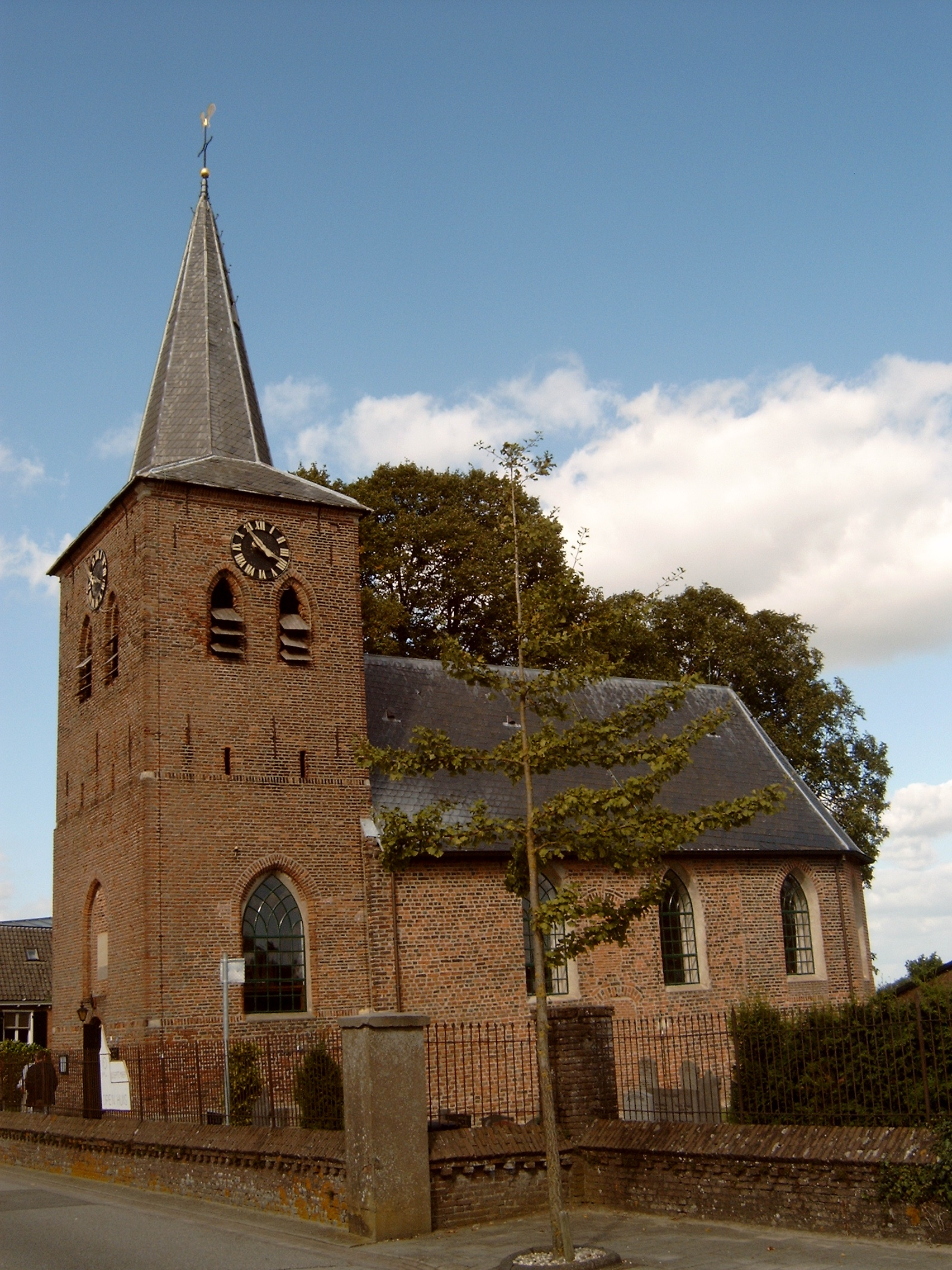
제베나르 라튐 교회

제베나르의 위치

제베나르(네덜란드어: Zevenaar)는 네덜란드 동부 헬데를란트주의 도시로 면적은 58.00km2, 높이는 12m, 인구는 32,522명(2017년 8월 기준), 인구 밀도는 611명/km2이다. 독일 국경 인근에 위치한다. 도시는 앙에를로(Angerlo), 바베리흐(Babberich), 히스베이크(Giesbeek), 라튐(Lathum), 오이(Ooij), 아우트제베나르(Oud-Zevenaar), 제베나르(Zevenaar) 7개 마을로 구성되어 있다.

시기
시 문장

## 역사
기원전 700년부터 사람이 거주했으며 1049년에는 신성 로마 제국의 하인리히 3세 황제에 의해 5명의 장군들이 소유한 영지가 되었다. 게르만족 출신인 이들은 로마 시대 이후의 거주지를 방어하기 위해 성을 건립했다. 1487년에는 클레베(Kleve) 공작에 의해 도시권을 부여받으면서 "세베나르"(Sevenaer)라는 이름으로 부르게 되었다.
도시권을 부여받은 이후에는 이웃한 마을에 빵, 맥주 판매를 독점하게 되었고 행정 과세에 따른 도로, 철도, 공공 시설이 정비되었다. 군대의 약탈, 질병의 확산 등으로 인해 한동안 쇠퇴했지만 시간이 지나면서 시민 이외에 부자들이 행정에 참여하면서 부흥을 이룩했고 1793년에는 인구가 900명에 달했다.
1816년에는 네덜란드에 편입되었고 1818년에는 지금과 같은 이름으로 바뀌었다. 1818년 당시의 인구는 2,564명에 달했다. 19세기에는 흉작, 질병, 기아 등으로 인해 많은 주민들이 농업, 자선 사업에 참여했다. 1856년에 유럽 전체의 철도망과 연결되면서 노동자 인구가 증가했다. 1920년 튀르마크(Turmac) 담배 공장이 건립되면서 많은 일자리가 생겨났다. 제2차 세계 대전으로 인해 큰 피해를 입은 이후에 재건되었고 옛 도심의 주변에 새로운 택지가 형성되었다.